# Urugwajskie filmy zgłoszone do rywalizacji o Oscara w kategorii filmu nieanglojęzycznego
Pierwszy film do nagrody Akademii Filmowej w kategorii dla najlepszego filmu nieanglojęzycznego Urugwaj zgłosił 17 lutego 1993 roku. Szybko jednak pojawiły się kontrowersje, że film Własny kawałek świata (hisz. Un lugar en el mundo) został nakręcony przez argentyńskiego reżysera Adolfo Aristarain, a jego treść powstała w Argentynie. 29 marca 1993 podczas 65. ceremonii wręczenia Oscarów, między ogłoszeniem nominacji a przyznaniem nagród wyszło na jaw, że film został zgłoszony jako obraz urugwajski jednak w całości powstał w Argentynie. Urugwaj ponownie zgłosił film dopiero w 2001 roku i od tego czasu zgłasza je regularnie. Do tej pory wszystkie filmy były w języku hiszpańskim i żadnemu się nie udało zdobyć statuetki.

## Lista filmów zgłoszonych do rywalizacji w poszczególnych latach
| Rok (Ceremonia) | Polski tytuł               | Angielski tytuł       | Oryginalny tytuł      | Reżyser                            | Rezultat                                        |
| --------------- | -------------------------- | --------------------- | --------------------- | ---------------------------------- | ----------------------------------------------- |
| 1992: (65.)     | Własny kawałek świata      | A Place in the World  | Un lugar en el mundo  | Adolfo Aristarain                  | Był nominowany, jednak został zdyskwalifikowany |
| 2001: (74.)     | W tym skomplikowanym życiu | In This Tricky Life   | En la puta vidao      | Beatriz Flores Silva               | Brak nominacji                                  |
| 2002: (75.)     | Ostatni pociąg             | Corazon de Fuego      | El Último tren        | Diego Arsuaga                      | Brak nominacji                                  |
| 2003: (76.)     | Podróż nad morze           | Seawards Journey      | El Viaje hacia el mar | Guillermo Casanova                 | Brak nominacji                                  |
| 2004: (77.)     | Whisky                     | Whisky                | Whisky                | Juan Pablo Rebella i Pablo Stoll   | Brak nominacji                                  |
| 2005: (78.)     | Alma mater                 | Alma mater            | Alma mater            | Álvaro Buela                       | Nie znalazł się na oficjalnej liście            |
| 2007: (80.)     | Papieska toaleta           | The Pope's Toilet     | El Baño del Papa      | César Charlone i Enrique Fernandez | Brak nominacji                                  |
| 2008: (81.)     | Zabijcie ich wszystkich    | Kill Them All         | Matar a Todos         | Esteban Schroeder                  | Brak nominacji                                  |
| 2009: (82.)     | Zły dzień na wędkowanie    | Bad Day to Go Fishing | Mal día para pescar   | Álvaro Brechner                    | Brak nominacji                                  |
| 2010: (83.)     | Trwałość                   | A Useful Life         | La vida útil          | Federico Veiroj                    | Brak nominacji                                  |
| 2011: (84.)     | Cichy dom                  | The Silent House      | La casa muda          | Gustavo Hernández                  | Brak nominacji                                  |